# Stanton Magnetics
Stanton Magnetics est une compagnie américaine fondée en 1946.